# Masters Doubles WCT 1973 - Doppio
Il doppio del torneo di tennis Masters Doubles WCT 1973, facente parte della categoria World Championship Tennis, ha avuto come vincitori Bob Lutz e Stan Smith che hanno battuto in finale Tom Okker e Marty Riessen con il punteggio di 6–2, 7–6, 6–0.

## Tabellone

### Legenda
| - Q = Qualificato - WC = Wild card - LL = Lucky loser | - ALT = Alternate - SE = Special Exempt - PR = Protected Ranking | - w/o = Walkover - r = Ritirato - d = Squalificato |

|  | Quarti di finale           | Quarti di finale           | Quarti di finale           | Quarti di finale           | Quarti di finale | Quarti di finale | Quarti di finale |  |  | Semifinali               | Semifinali               | Semifinali              | Semifinali              | Semifinali              | Semifinali              | Semifinali |   |   | Finale              | Finale              | Finale              | Finale              | Finale | Finale | Finale |  |
|  |                            |                            |                            |                            |                  |                  |                  |  |  |                          |                          |                         |                         |                         |                         |            |   |   |                     |                     |                     |                     |        |        |        |  |
|  | Roy Emerson Rod Laver      | Roy Emerson Rod Laver      | Roy Emerson Rod Laver      | Roy Emerson Rod Laver      | 6                | 7                | 6                |  |  |                          |                          |                         |                         |                         |                         |            |   |   |                     |                     |                     |                     |        |        |        |  |
|  | Terry Addison Colin Dibley | Terry Addison Colin Dibley | Terry Addison Colin Dibley | Terry Addison Colin Dibley | 4                | 5                | 1                |  |  | Roy Emerson Rod Laver    | Roy Emerson Rod Laver    | Roy Emerson Rod Laver   | 6                       | 6                       | 6                       | 6          |   |   |                     |                     |                     |                     |        |        |        |  |
|  | Bob Lutz Stan Smith        | Bob Lutz Stan Smith        | Bob Lutz Stan Smith        | 7                          | 6                | 3                | 7                |  |  | Bob Lutz Stan Smith      | Bob Lutz Stan Smith      | Bob Lutz Stan Smith     | 7                       | 4                       | 7                       | 7          |   |   |                     |                     |                     |                     |        |        |        |  |
|  | Niki Pilic Allan Stone     | Niki Pilic Allan Stone     | Niki Pilic Allan Stone     | 6                          | 3                | 6                | 6                |  |  |                          |                          |                         |                         |                         |                         |            |   |   | Bob Lutz Stan Smith | Bob Lutz Stan Smith | Bob Lutz Stan Smith | Bob Lutz Stan Smith | 6      | 7      | 6      |  |
|  | Tom Okker Marty Riessen    | Tom Okker Marty Riessen    | 6                          | 6                          | 7                | 6                | 6                |  |  |                          |                          | Tom Okker Marty Riessen | Tom Okker Marty Riessen | Tom Okker Marty Riessen | Tom Okker Marty Riessen | 2          | 6 | 0 |                     |                     |                     |                     |        |        |        |  |
|  | Mark Cox Graham Stilwell   | Mark Cox Graham Stilwell   | 7                          | 7                          | 6                | 2                | 2                |  |  | Tom Okker Marty Riessen  | Tom Okker Marty Riessen  | 6                       | 6                       | 6                       | 2                       | 6          |   |   |                     |                     |                     |                     |        |        |        |  |
|  | Ken Rosewall Fred Stolle   | Ken Rosewall Fred Stolle   | Ken Rosewall Fred Stolle   | 6                          | 6                | 6                | 7                |  |  | Ken Rosewall Fred Stolle | Ken Rosewall Fred Stolle | 2                       | 3                       | 7                       | 6                       | 3          |   |   |                     |                     |                     |                     |        |        |        |  |
|  | Arthur Ashe Roscoe Tanner  | Arthur Ashe Roscoe Tanner  | Arthur Ashe Roscoe Tanner  | 1                          | 7                | 4                | 6                |  |  |                          |                          |                         |                         |                         |                         |            |   |   |                     |                     |                     |                     |        |        |        |  |